# Szlak im. Józefa Chrząszczyńskiego

Szlak im. Józefa Chrząszczyńskiego – czerwony znakowany szlak turystyczny w województwie zachodniopomorskim o charakterze regionalnym. Szlak ten upamiętnia pierwszego koszalińskiego przewodnika turystycznego Józefa Chrząszczyńskiego.

## Przebieg szlaku
- -  Koszalin (Góra Chełmska)
- -  Maszkowo
- -  Lubiatowo
- -  Manowo
- -  Rosnowo
- -  Pobądz
- -  Bukowo
- -  Tychowo